# 科摩罗国旗
葛摩國旗由一個綠色三角形、一條黃色、白色、紅色與藍色的橫條所組成的旗帜，在綠色的三角形中有一個新月和四顆星，象徵了葛摩的國教為伊斯蘭教，四顆星和四條橫條都表達出國家的四個島嶼，黃色代表了莫愛利島、白色代表出馬約特島、紅色為安朱安島的象徵，而藍色就是大葛摩島。另外，弦月抱與四顆星同時表達出國家的圖騰。

## 颜色标准
| 方案 | 绿色       | 黄色       | 白色        | 红色       | 蓝色       |
| ---- | ---------- | ---------- | ----------- | ---------- | ---------- |
| 彩通 | 363        | 127        | Safe        | 186        | 285        |
| RGB  | 61–142–51  | 255–198–30 | 255–255–255 | 206–17–38  | 58–117–196 |
| HTML | 3D8E33     | FFC61E     | FFFFFF      | CE1126     | 3A75C4     |
| CMYK | 57–0–54–44 | 0–22–88–0  | 0–0–0–0     | 0–92–82–15 | 70–40–0–23 |

## 历史沿革
科摩罗在1887年直至独立之前是法国殖民地。由于科摩罗一直没有属于自己的殖民地旗帜，法国国旗因此成为科摩罗的官方旗帜。随着1961年科摩罗取得内部自治，1963年Suzanne Gauthier设计了科摩罗旗帜。当时的旗帜长宽比例为5:7，绿底，左上角绘有新月，从左下到右上有四颗白色五角星以对角线并列。这面旗帜使用直至1976年。
1975年，科摩罗从法国独立，阿里·萨利赫成为该国第一任总统。由于当时的开国总统阿里·萨利赫实行社会主义，因此，1976年1月7日采用的新国旗直接采用科摩罗全国执行委员会旗帜。旗帜的三分之二处为红色（象征社会主义），三分之一为绿色（象征伊斯兰教），新月和四星图案则位于国旗左上角。当时的国旗样式与新加坡国旗十分相似。
1978年，艾哈迈德·阿卜杜拉在法国雇佣军的支持下发动政变夺权，阿里·萨利赫总统被杀，国名为“科摩罗伊斯兰联邦共和国”。这时科摩罗国旗于10月1日首次做出更改，比例改为2:3，取消红色条纹，改为全绿底旗帜，新月和四星图案放在国旗中央，而且新月开口是对国旗右下角，四星为斜线排列。1992年6月6日，国旗再作出修改，即新月开口对准上方，四星排列随之改为横线排列。
1996年10月5日，科摩罗国旗再一次修改，长宽比例改为7比5，新月开口对准右方，四星排列随之改为竖线排列。并在国旗左下角和右上角分别写有白色的“穆罕默德”和“真主”阿拉伯文字。
2001年12月23日，科摩罗通过全民公投，改国名为“科摩罗联盟”。为确定现在使用的五色国旗，一直延续至今。

## 歷史國旗

### 獨立前
- 法兰西殖民帝国
1887年—1963年
- 法屬葛摩
1963年6月7日—1975年7月6日

### 獨立後
- 科摩罗国
1975年7月6日—11月12日
- 科摩罗国
1975年11月12日—1978年10月1日
- 科摩罗伊斯兰联邦共和国
1978年10月1日—1992年6月6日
- 科摩罗伊斯兰联邦共和国
1992年6月7日—1996年10月5日
- 科摩罗伊斯兰联邦共和国
1996年10月6日—2001年12月22日
- 科摩罗联盟
2001年12月23日至今

## 异体旗帜
- 錯誤印刷文本樣式的科摩罗国旗（1996-2001年）[1]

## 地方旗帜
- 大科摩罗岛
- 昂儒昂岛
- 莫埃利岛
- 马约特岛（主权声称，有争议）

## 其他旗帜
- 昂儒昂
- 莫埃利

## 外部連結
- 葛摩國旗的變遷
- 葛摩國旗格式與歷代國旗